# Manoel da Lenha
Manoel Batista Chaves Filho (Ingá, 11 de abril de 1956 — Campina Grande, 16 de julho de 2020), mais conhecido como Manoel da Lenha, foi um político brasileiro. Foi prefeito da cidade de Ingá por dois mandatos, até sua morte, aos 64 anos, após complicações da COVID-19, doença já diagnosticada por teste positivo em 5 de julho.
Em 2018, Manuel da Lenha foi denunciado ao Ministério Público de Paraíba por suspeita de desvio de dinheiro dos vencimentos dos trabalhadores públicos municipais para interesses alheios, tendo negado a acusação.